# Водоноша (фільм)
«Водоноша» (англ. The Waterboy) — американська комедія режисера Френка Корачі, що вийшла 1998 року. У головних ролях Адам Сендлер (був також сценаристом), Кеті Бейтс, Файруза Балк, Генрі Вінклер та Джеррі Рід.

## Сюжет
Боббі Буше — недоумкуватий 31-річний чоловік, який заїкається, працює водоношею у футбольній команді університету Луїзіани «Cougars». Гравці постійно знущаються над Боббі, а головний тренер «Кугарс» Ред Больє звільняє його. Боббі звертається до тренера «Mud Dogs» Клейна з іншого університету штату, і його залишають на добровільній основі як водоношу. Коли нова команда дражнить його, Клейн заохочує Боббі постояти за себе. Згадуючи всі знущання, які він терпів протягом багатьох років, Боббі накидається на захисника команди, нокаутувавши його. Побачивши потенціал Боббі, Клейн зараховує його в команду.

## У ролях
| Актор                   | Роль                                |
| ----------------------- | ----------------------------------- |
| Адам Сендлер            | Роберт «Боббі» Буше                 |
| Кеті Бейтс              | Гелен «Мама» Буше                   |
| Файруза Балк            | Вікі Валленкур                      |
| Джеррі Рід              | Ред Больє, тренер «Cougars»         |
| Генрі Вінклер           | Клейн, тренер «Mud Dogs»            |
| Блейк Кларк             | Фермер Френ, якого ніхто не розуміє |
| Ларрі Гілліард молодший | Дерек Воллес                        |
| Пітер Данте             | Гі Гренуй                           |
| Клінт Говард            | Пако                                |
| Біг Шоу                 | реслер                              |
| Роб Шнайдер             | житель міста                        |

## Критика
Фільм отримав неоднозначні відгуки. На Rotten Tomatoes його оцінки 33% на основі 75 відгуків від критиків і 71% від більш ніж 250 000 глядачів. В прокаті був надзвичайно успішним і зібрав 185 мільйонів $.